# Rewolta Cachaçy
Rewolta Cachaçy (port. Revolta da Cachaça) – bunt brazylijskich producentów cachaçy, który miał miejsce w latach 1660–61 w stanie Rio de Janeiro. Jego powodami był sprzeciw wobec wysokich podatków, jak również prawu wprowadzonemu przez Portugalię, które zakazywało produkcji alkoholu z trzciny cukrowej.

## Tło historyczne
W czasach kolonialnych jedną z podstaw brazylijskiej gospodarki była trzcina cukrowa. Wytwarzano z niej nie tylko cukier, lecz także alkohol, zwany cachaçą. Zyskał on taką popularność w Brazylii, że w 1647 roku Portugalia wprowadziła prawo chroniące jej monopol na handel winem i innymi alkoholami na terenie kolonii. Portugalczycy wytwarzali alkohol z winogron (bagaceira) i obawiali się, że alkohol z trzciny cukrowej zagrozi zyskom z produkcji ich własnego napoju. Cachaçę mogli spożywać jedynie niewolnicy oraz mieszkańcy kapitanii Pernambuco, która w XVII wieku była okupowana przez Holendrów i nie obowiązywało tam portugalskie prawo. 
W 1654 roku Holendrzy zostali wypędzeni z Brazylii i zaczęli zakładać własne plantacje trzciny cukrowej na Karaibach. Brazylijski cukier, wytwarzany w stanie Rio de Janeiro, był droższy i gorszej jakości, dlatego plantatorzy wykorzystywali go do produkcji cachaçy. Pomimo tego, że proceder był nielegalny, rynek cachaçy kwitł, a jej wytwórcy byli często zamożnymi ludźmi, którzy dysponowali wpływami w kapitanii Rio de Janeiro. 
W 1659 roku Portugalia wydała prawo, które nakazywało zniszczenie wszystkich wytwórni cachaçy w Brazylii oraz statków, którymi była przewożona – przede wszystkim do Angoli.

## Przebieg rewolty
Najwięcej wytwórni cachaçy znajdowało się w kapitanii Rio de Janeiro. Jej gubernator, Salvador Correia de Sá e Benevides, wbrew prawu portugalskiemu, zezwolił na produkcję cachaçy, ale jednocześnie w 1660 roku wprowadził nowy podatek od handlu, co spowodowało niezadowolenie plantatorów. Gubernator kontynuował pobór podatków pomimo społecznego sprzeciwu, a na czas swojej podróży do sąsiedniego stanu São Paulo, pozostawił w Rio de Janeiro swojego wuja, Tomé Correia de Alvarengę, któremu polecił użycie wojska w razie problemów z pobieraniem podatków. Spowodowało to dalszy wzrost buntowniczych nastrojów mieszkańców miasta oraz plantatorów. Mieszkańcy regionu São Gonçalo do Amarante (obecnie gminy São Gonçalo i Niterói) zbierali się na plantacji Ponta do Bravo, należącej do Jerônimo Barbalho Bezerra i planowali zbrojną rebelię. Jerônimo był weteranem wojen z Holendrami, a także synem Luísa Barbalho Bezerry, gubernatora w latach 1643–44. Celem rewolty, która wybuchła w listopadzie 1660 roku, było obalenie gubernatora Salvadora Correia de Sá e Benevidesa oraz jego tymczasowego zastępcy, zniesienie nowych podatków i zwrot pieniędzy pobranych do tej pory, a także legalizację produkcji i handlu cachaçą. Tomé Correia de Alvarenga schronił się w klasztorze Mosteiro de São Bento, a nowym gubernatorem mianowano Agostinho Barbalho, brata Jerônimo. Nie przejawiał on jednak talentów przywódczych ani politycznych i 6 lutego 1661 roku został zastąpiony przez swojego brata. 
W tym czasie przebywający w São Paulo gubernator Salvador de Sá organizował wojsko, aby odbić zbuntowane Rio de Janeiro. Składało się głównie z Indian i Mulatów, mógł też liczyć na wsparcie statków przysłanych z Bahia. 6 kwietnia 1661 roku władze kolonii przypuściły atak na Rio de Janeiro, nie napotykając większego oporu. Po zdławieniu rebelii, powołano sąd wojskowy, który skazał kilku przywódców na kary więzienia – skazańców wysłano do Portugalii, a Jerônimo Barbalho Bezerra jako jedyny został skazany na śmierć przez ścięcie. Jego głowa została wystawiona na widok publiczny, ku przestrodze naśladowcom. 

## Skutki rewolty
W 1661 roku królowa Portugalii Ludwika de Guzman zalegalizowała produkcję cachaçy w Brazylii, co ożywiło nieco lokalny handel, zwłaszcza sprzedaż alkoholu do Angoli. W wyniku rewolty gubernator Salvador de Sá został odwołany ze stanowiska, a jego rodzina straciła dotychczasowe wpływy i władzę (do jego przodków należał Mem de Sá, założyciel miasta Rio de Janeiro). Pozostali buntownicy zostali ułaskawieni.